# Magomed Daudov
Magomed Hozhakhmedovich Daudov (en russe : Дауди Хожахьмадан Мохьмад, ou plus simplement Magomed Daudov, né le 26 février 1980, dans le kraï de Stavropol (URSS), est un homme politique russe.
Combattant indépendantiste tchétchène durant la première guerre de Tchétchénie puis la seconde, il change d'allégeance pour sa rallier aux forces de la fédération de Russie. Il est considéré comme le deuxième homme politique le plus influent de Tchétchénie, après Ramzan Kadyrov.
Durant près de dix ans, il est président du Parlement de la Tchétchénie, du 3 juillet 2015 jusqu'au 15 mai 2024. Depuis le 25 mai 2024, il est Premier ministre de la république tchétchène.
Le 22 septembre 2021, il affirme, dans une vidéo diffusée en direct sur son compte Instagram, que l'assassin de Samuel Paty, Abdoullakh Anzorov est un « jeune, tué parce qu'il s'opposait à la caricature du Prophète » et « qu'il est mort dans le djihad ». Par la même occasion, il reproche à ses adversaires Akhmed Zakaïev (président du Cabinet des ministres de la république tchétchène d'Itchkérie en exil) et Anzor Maskhadov (fils d'Aslan Maskhadov, président de la république tchétchène d'Itchkérie de 1997 à 2005) de ne pas le dire par lâcheté politique.